# Tabanus fascius
Tabanus fascius är en tvåvingeart som beskrevs av Philip 1960. Tabanus fascius ingår i släktet Tabanus och familjen bromsar. Inga underarter finns listade i Catalogue of Life.